# 邢国
邢國，即銘文記載的「井國」、「丼國」、「𨙷国」、「𨚢国」，中國歷史上商部落方国和周時代的一個諸侯國，侯爵，周时國君為姬姓。《左傳》記載「凡、蔣、邢、茅、胙、祭，周公之胤也」，可知為周公旦後裔。據《元和姓纂·十五青》、《通志·二六·二·以國為氏》、《古今姓氏書辨証·十五青》記載，為周公第四子朋叔，受封為邢侯。

## 历史

### 商朝时
商朝时为井方，根据《史记》和《竹书纪年》记载，商代祖乙九年迁都于邢（今邢台市），历祖辛、沃甲、祖丁至南庚，邢为商代的国都长达129年之久，盘庚迁殷后，邢地称作邢（井）方，为商朝重要的畿辅方国。
商王武丁时期，邢（井）伯之女妇妌嫁于武丁为后，邢地乃成为邢（井）伯世袭封地，为商朝的肘腋之国，是商国北部屏藩。
根据《帝王世纪》记载“邢侯为纣三公，以忠谏被诛。”商代末期，井伯被擢封为邢侯，为商纣王三公之一，称邢侯国，纣王在邢国的沙丘之地扩建沙丘宫苑为离宫，荒淫无道长期在此酒池肉林、长夜之饮，邢侯不堪纣王胡作非为，愤而进谏，被纣王杀死。

### 周朝时
周成王时，成王封周公旦第四子邢朋叔于邢国，爵位为侯。
春秋时期初期以后国力衰减，鮮虞频侵略邢国。
前661年，鮮虞军侵攻邢国，邢有存亡的危机。齐桓公派遣齐军与宋、曹军，大破狄军于聂北，入邢国的都城。城已被甚损，乃筑新城于夷仪。
前659年，筑城完了，邢侯与民迁去夷仪城。
前644年冬，齐桓公、鲁僖公、宋襄公、陈穆公、卫文公、郑文公、许僖公、邢侯、曹共公在淮地会见，为了商量救援鄫国免被淮夷所侵。商量向东方用兵。
前642年冬，邢侯与鮮虞侵略卫国。
前641年，卫文公反侵攻邢国报复。
前640年，卫再攻击邢国。
前636年，卫文公欲灭亡邢国。卫国大夫礼至兄弟谋策，去邢国，欺骗为邢国大夫，就得邢国正卿国子的信赖。
前635年正月，礼至兄弟与国子巡视城中，忽然执国子的双臂而使国子屈膝后，杀之。邢人就骚乱，卫文公乘隙发兵侵攻邢国，邢国终于灭亡。

## 君主列表
- 井朋叔，即《麥方鼎》的井侯。[3]
- 井侯，西周早期人。[4]
- 井侯，西周中期前段人。[4]
- 井公，又稱井伯，西周中期後段人。[5]
- 井伯䚄，名䚄，又稱井文伯，西周中期君主。[5]
- 叔向父禹，即《禹鼎》之主，曾參與對鄂侯作戰。